# Блейн Андерсон
Бле́йн Девон А́ндерсон (англ. Blaine Devon Anderson) — персонаж американского музыкального телесериала «Хор». Открытый гей и солист хора «Соловьи» (англ. Warblers) мужской академии Далтон в Вестервилле, штат Огайо, Блейн в исполнении Даррена Крисса дебютировал в шестом эпизоде второго сезона 9 ноября 2010 года. Изначально Блейн являлся другом и наставником Курта Хаммела, а позже оба признались в своих чувствах и начали встречаться. Отношения Курта и Блейна были положительно восприняты критиками, а издание New York Post назвало их «одной из лучших телевизионных пар тысячелетия».
Прежде, чем получить роль Блейна, Даррен Крисс проходил прослушивание в «Хор» несколько раз, в том числе на главную роль Финна Хадсона, которая досталась Кори Монтейту. Мёрфи пригласил Крисса на роль Блейна — уверенного в себе молодого человека, который, в отличие от Курта, не испытывает дискомфорта, связанного с его каминг-аутом. Как лидирующий солист хора академии Далтон, Блейн исполнил несколько песен в рамках сериала. Его первая композиция, кавер-версия «Teenage Dream» певицы Кэти Перри, стала одним из самых популярных хитов сериала и достигла восьмой строчки чарта Billboard Hot 100 и получила золотую сертификацию в США. Популярность «Соловьёв» позволила выпустить альбом Glee: The Music Presents the Warblers, который был продан в количестве 1,3 млн копий.
Как отдельный персонаж, Блейн был одобрительно воспринят критиками и зрителями, а Крисс назван одним из прорывов шоу и получил награду «Восходящая звезда» от Гей Лесби Ассоциации кинокритиков и Teen Choice Awards в той же номинации. Несмотря на то, что отношения Курта и Блейна в целом были восприняты положительно, эпизод, где Блейн ставит под сомнение свою сексуальную ориентацию, был негативно оценён рецензентами, а сюжетные линии, с участием персонажа стали объектом критики консервативных и религиозных деятелей. 

## Сюжетные линии

### Второй сезон
Блейн впервые появился в серии «Never Been Kissed» второго сезона сериала в качестве ведущего солиста а капелла-хора «Соловьи», с которым Курт Хаммел (Крис Колфер), солист хора «Новые горизонты» школы МакКинли, сталкивается, когда приходит шпионить за хористами мужской академии. Когда Курт признаётся, что был заслан, чтобы узнать, какой номер готовят их соперники, и спрашивает, все ли геи в их академии, Блейн спокойно признаёт свою сексуальную ориентацию и сообщает, что их учебное заведение отличается нетерпимостью к унижениям и ущемлениям прав, и Курт принял решение перевестись туда после того, как подвергся нападкам в обычной школе. Курт рассказывает Блейну, что, будучи единственным в школе, кто признал свою ориентацию, подвергается унижениям, особенно со стороны Дейва Карофски (Макс Адлер). Когда конфронтация с ним достигла пика, Курт покидает МакКинли и переводится в Далтон. Курт начинает испытывать чувства к Блейну, однако тот относится к нему не более, чем как к близкому другу. Блейн попросил Курта помочь ему спеть песню для Джеремайи (Александр Нифонг), в которого он влюблён, однако Джеремайя его бросает. Блейн вскоре признаёт, что Курт его привлекает, однако он не хочет иметь с ним романтических отношений и ставить под удар их дружбу.
Вместе с Куртом Блейн присутствовал на вечеринке, организованной лидером «Новых горизонтов» Рейчел Берри (Лиа Мишель). После нескольких доз алкоголя во время игры «в бутылочку» Блейну выпадает возможность поцеловать Рейчел. После этого он начинает сомневаться в своей ориентации, предполагая свою возможную бисексуальность. Блейн идёт на свидание с Рейчел, и когда целует её снова, на этот раз в трезвом состоянии, он убеждается, что он всё-таки гей. После того, как Блейн понимает, что Курт мало сведущ в вопросах сексуального воспитания, он посещает отца Курта, Барта Хаммела (Майк О’Мэлли), и предлагает ему поговорить с сыном о сексе. Когда «Соловьи» готовятся к региональному отборочному турниру и сольную партию получает Блейн, а не Курт, последний признаёт, что завидует ему. На следующий сбор хора Курт опаздывает и сообщает, что канарейка, талисман хора, мертва; Курт исполняет песню «Blackbird» в память птицы. Когда Курт поёт, Блейн понимает, как на самом деле относится к нему, и после песни говорит, что отвечает взаимностью на его чувства, и целует его. На региональных отборочных Курт и Блейн исполнили дуэтом песню «Candles» группы Hey Monday. «Соловьи» проиграли "Новым горизонтам"на региональных. Курт расстроен и разочарован, однако Блейн успокаивает его, говоря, что несмотря на проигрыш, они приобрели гораздо больше, намекая на отношения.
Когда Курт снова переводится в школу МакКинли, он приглашает Блейна в качестве пары на выпускной вечер для младших классов в серии «Prom Queen». Блейн говорит, что выпускной — не место, где должны появляться такие как они, и в прошлый раз, когда он был на младшем выпускном в своей старой школе, его избили гомофобы, однако соглашается пойти с Куртом. Курт демонстрирует ему, Финну и Барту свой экстравагантный наряд, что беспокоит всех троих. Однако Курт полон решимости надеть его в школе, поскольку замечает, что гомофобные угрозы в его адрес прекратились. Карофски становится избранным королём бала, а королевой, на удивление остальных, выбирают Курта, обманом добавив его имя в список. Курт в слезах покидает вечер; Блейн говорит ему, что он именно это и имел в виду — даже если их гомосексуальность, казалось бы, приняли, и это не выражается в физических угрозах, шанс унизить их недоброжелатели не упустят. Он советует ему смириться и забыть, однако Курт решает вернуться и показать остальным, что его это не задело. Перед традиционным танцем между королём и королевой Курт предлагает Карофски публично признаться в своей ориентации. Карофски отказывается и покидает зал; его место занимает Блейн и танцует с Куртом. После возвращения Курта с национального хорового конкурса в Нью-Йорке они с Блейном признаются друг другу в любви.

### Третий сезон
В эпизоде «The Purple Piano Project» Блейн переводится в школу МакКинли и становится участником хора «Новые горизонты», а также сообщает, что на год младше Курта и не является выпускником. Когда руководитель хора Уилл Шустер (Мэтью Моррисон) решает поставить с хористами мюзикл «Вестсайдская история», Блейн прослушивается на роль Бернарда или «любую другую второстепенную», давая Курту шанс получить роль Тони, однако Арти Абрамс (Кевин Макхейл), один из членов жюри, впечатлён выступлением Блейна. Блейн становится фаворитом на главную роль, и это расстраивает Курта; позже Курт после недолгой обиды примиряется с ним, даря букет цветов. Роль Тони получает Блейн, а Курт — роль офицера Крапке.
В эпизоде «The First Time» Блейн знакомится с новым членом «Соловьёв» академии Далтон Себастьяном Смайтом (Грант Гастин), который открыто оказывает ему знаки внимания даже после того, как Блейн сообщает о своих отношениях с Куртом. Себастьян предлагает им сходить в гей-бар, где Блейн напивается и весь вечер танцует с Себастьяном. После, когда Курт пытается отвезти его домой, он предлагает ему заняться сексом в автомобиле. Это приводит Курта в бешенство: он счёл неприемлемым для Блейна предлагать такое, будучи пьяным и после того, как весь вечер провёл с другим парнем; они ссорятся, и Блейн уходит домой пешком. На следующий день, после успешной премьеры «Вестсайдской истории», Блейн извиняется перед Куртом за вчерашнее поведение, уверяя, что Себастьян ничего для него не значит. Он приглашает Курта к себе домой, где оба впервые занимаются сексом.
В эпизоде «Michael» Себастьян выливает в лицо Блейну замороженный коктейль с подмешанной в него солью, из-за чего повреждает Блейну правый глаз. Он переносит операцию и в течение нескольких недель не появляется в школе.
В эпизоде «Big Brother» становится известно, что у Блейна есть старший брат — Купер Андерсон (Мэтт Бомер). Отношения двух братьев весьма непрочны, Блейн считает, что Купер его недооценивает. В конце эпизода братья находят общий язык, мирятся и исполняют дуэтом песню «Somebody I Used to Know».
В эпизоде «Dance with Somebody» Курт начинает переписываться с парнем по имени Чендлер, Блейн находит эти сообщения и говорит Курту, что это измена. После этого Блейн исполняет в хоре «It’s Not Right, But It’s Okay», а Курт в ответ поёт «I Have Nothing». После этого парни идут посоветоваться с Эммой Пилсбери (школьным психологом) насчёт своей ситуации. Блейн говорит Курту, что не хочет оставаться без него в Лайме, когда тот уедет в Нью-Йорк; Курт обещает, что они будут общаться всё так же и между ними всё будет в порядке.

## Кастинг и создание

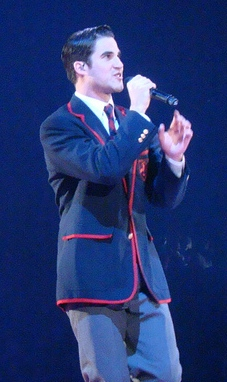
Даррен Крисс в образе Блейна Андерсона исполняет композицию «Silly Love Songs» во время тура Glee Live! In Concert! в Манчестере, Великобритания, 23 июня 2011 года

Изначально Даррен Крисс, который ранее был известен по роли Гарри Поттера в двух пародийных мюзиклах ''A Very Potter Musical'' и ''A Very Potter Sequel'', пробовался в сериале на главную роль Финна Хадсона, однако был отвергнут Райаном Мёрфи и в итоге вообще не попал в актёрский состав. Крисс сделал несколько видеозаписей для прослушивания в «Хор», которые он разместил в социальной сети MySpace. Позже Мёрфи сам пригласил Крисса на роль Блейна Андерсона, посчитав его наиболее подходящим актёром, и отметил, что не видел видеозаписей авторства Крисса. В качестве подготовки к роли актёр коротко подстригся, чтобы сделать образ более серьёзным, элегантным и соответствующим персонажу.
Перед началом второго сезона сериала создатели упомянули, что в предстоящих эпизодах появился новый возлюбленный Курта. Им должен был стать Сэм Эванс, роль которого исполнил Корд Оверстрит, однако сценарий был скорректирован — Эванс стал молодым человеком Куинн Фабре (Дианна Агрон). В сентябре 2010 года было подтверждено, что Крисс присоединится к сериалу в роли подростка-гея, которая к тому моменту уже растиражирована в СМИ. Это дало начало слухам о том, что Крисс сыграет друга Курта Хаммела. Описание персонажа из уст Мёрфи гласило: «Милый и харизматичный студент-гей из соперничающего хора „Соловьи“ мужской академии Далтон будет поддерживать строго дружеские платонические отношения с большинством учеников МакКинли. Но может ли это измениться с течением сезона? Да, возможно». Мёрфи также отметил, что сюжетная линия с участием Блейна будет значительной, а также уточнил, что «он станет чем-то вроде наставника Курта, а затем, может, и его любовью. Курт действительно восхищается им и уважает его».
Ещё до старта второго сезона стало известно, что Крисс утверждён на роль на время второго и третьего сезонов. Тем не менее, позже актёр отрицал, что его роль была продлена, уточняя, что ему ничего неизвестно о дальнейших планах Мёрфи и других создателей сериала. По окончании второго сезона Мёрфи рассказал, что Блейн присоединится к хору «Новые горизонты» в третьем сезоне и переведётся в школу МакКинли, и его персонаж будет выдвинут на первый план, и роль гостевая станет ролью постоянной. В начале третьего сезона персонаж стал студентом МакКинли. По словам Крисса, он надеялся, что этого не произойдёт, так как ему нравилось быть студентом академии Далтон, однако предоставил сценаристам решать самим и уточнил, что будет счастлив сыграть любой поворот событий.
В декабре стало известно, что Даррен Крисс пропустит «один или два» эпизода во второй половине третьего сезона из-за свой занятости в бродвейском мюзикле «Как преуспеть в бизнесе, ничего не делая», где в январе 2012 года в течение трёх недель он заменял Дэниела Рэдклиффа. В итоге была введена сюжетная линия с травмой Блейна, и его персонаж не появляется в эпизодах «The Spanish Teacher», а также большей части эпизодов «Michael» и «Heart».

## Характеристика
Это первый раз, когда я по-настоящему видел студента, который был бы так молод и невинен и при этом переживал такое тяжёлое испытание — быть учеником-изгоем в таком раннем возрасте. Когда в других шоу появляются персонажи-геи, в большинстве случаев это, как правило, взрослые мужчины, похожие на мужчин-геев, живущих в Нью-Йорке, или скрытые геи, состоящие в браке и борющиеся с этим. Никогда не показывают тех, кто в разгаре пути к определению своей сексуальности. Это делает Блейна прекрасным дополнением к той разноцветной палитре, коей является «Хор».
После дебютного появления Блейна в сериале Даррен Крисс описал своего героя как «харизматичного, собранного парня», отметив также, что хотя Блейн и является геем, он не похож на чрезмерно «женоподобного гея» и не воспринимает свою сексуальную ориентацию как критерий самоопределения, хоть и понимает, что она делает его таким, такой он есть. Из-за сходства в сексуальных предпочтениях Блейн «делится c Куртом бо́льшей частью самого себя в плане опыта и восприятия окружающего мира. Он испытывает потребность делиться своими знаниями, быть для него источником сил и действительно помочь ему в том, через что он проходит». По словам Крисса, первоначальной задачей Блейна было показать Курту, что он может на него положиться и стать для него «другом мужского пола и системой поддержки».
Крисс обсуждал своё собственное сходство с Блейном в интервью журналу Vanity Fair. Он рассказал, что вырос среди «гей-сообщества», и потому был воспитан вне установленных рамок сексуальности, выход за которые в обычных случаях мог бы стать проблемой. Крисс заявил, что несмотря на свою гетеросексуальность, ему не пришлось долго вживаться в роль Блейна. Телеведущая собственного шоу и ЛГБТ-активистка Эллен Дедженерес назвала Блейна «уверенным в себе подростком-геем, каких редко увидишь на телевидении». Тем не менее, несмотря на преимущественно положительные отзывы, обозреватель газеты Los Angeles Times Эми Рейтер отметила, что невзирая на образ Блейна в сериале, он сам ещё ребёнок и не понимает многих вещей. Крисс считает уверенность в себе определяющей чертой характера Блейна, что делает его непохожим на обычных телевизионных персонажей-подростков. Крисс выразил надежду, что все подростки, борющиеся с похожей проблемой, нашли для себя такого парня, как Блейн, к которому можно было бы обратиться и который вдохновил бы уверенностью в своих силах.

### Отношения
В СМИ и сообществе поклонников сериала отношения Курта и Блейна часто обозначают словом «Клейн» (англ. Klaine), что является контаминацией имён персонажей. В сериале их романтические отношения развиваются медленно, и осознание Блейном своих чувств к Курту приходит не скоро. Перед Мёрфи была поставлена задача оттянуть отношения пары настолько долго, насколько возможно. Сам Мёрфи пояснил, что с самого начала был уверен в том, что их отношения перерастут во что-то большее, чем дружеские, но планировал вначале оценить реакцию зрителей на дружбу прежде, чем планировать дальнейшее развитие сюжета: «Часть меня думает, что он должен быть бойфрендом [для Курта], а часть — что просто учителем. Я не хотел что-либо решать, пока мы не переместились во вторую половину сезона» . В декабре 2010 года Крис Колфер, исполнитель роли Курта, заявил: «Поклонники хотят, чтобы это случилось. Забавно наблюдать, что такое количество человек хотят увидеть обжимания мальчиков». Позже, на основе развивающихся отношений между героями и ярого желания поклонников, которые хотели видеть в них пару, Мёрфи решил сделать Блейна взаимным романтическим интересом Курта. Сам Крисс позже отметил, что одобряет такое решение и «рад наконец видеть Курта счастливым».
Говоря о потенциальном будущем Курта и Блейна Мёрфи уточняет, что будет относиться к ним также, как и любой другой паре «Хора», в один момент открыто подчеркнув начало их отношений, что произошло в эпизоде с первым поцелуем персонажей. По словам Мёрфи и его коллеги Брэда Фэлчака, отношения Курта и Блейна не обойдутся без изъянов и проблем, как и у всех остальных; Фэлчак отметил, что когда кто-либо начинает встречаться, «всё идёт в ад». Колфер предположил, что когда Курт вернётся в школу МакКинли, это может привнести сложности в их с Блейном отношения, но добавил: «Ведь разлука укрепляет чувства, верно? Вот что мне говорят. Потому даже если они проходят через какие-либо трудности пути, это выглядит более реалистичным». В день выхода эпизода «Born This Way», в котором Курт возвращается в МакКинли, Даррен Крисс дал интервью Billboard Q&A и рассказал, что Блейн и Курт были на этапе «медового месяца» в их отношениях и по состоянию на финал второго сезона останутся по-прежнему вместе. Обещанные «трудности в отношениях» стартуют уже в начале третьего сезона: в эпизоде «The First Time» появится новый персонаж — Себастьян, роль которого сыграет бродвейский актёр Грант Гастин. Себастьян — открытый гей, новый солист хора академии Далтон и оказывает Блейну знаки внимания. По словам Райана Мёрфи, Себастьян — интриган и главный «злодей» первой половины сезона; его цель — рассорить Блейна и Курта, образовав «любовный треугольник».
В эпизоде «Sexy» становится известно, что у Блейна напряжённые отношения с отцом, который спокойно воспринял его каминг-аут, но в душе так и не смирился с тем, что его сын — гей, и потому Блейн завидует доверительным отношениям Курта и его отца Барта. Помимо Курта, Блейн общается с подавляющей частью хористов МакКинли и поддерживает положительные отношения с Финном, сводным братом Курта и коллегой по хору, а также Бартом, что показано в серии «Prom Queen».

## Музыкальные выступления

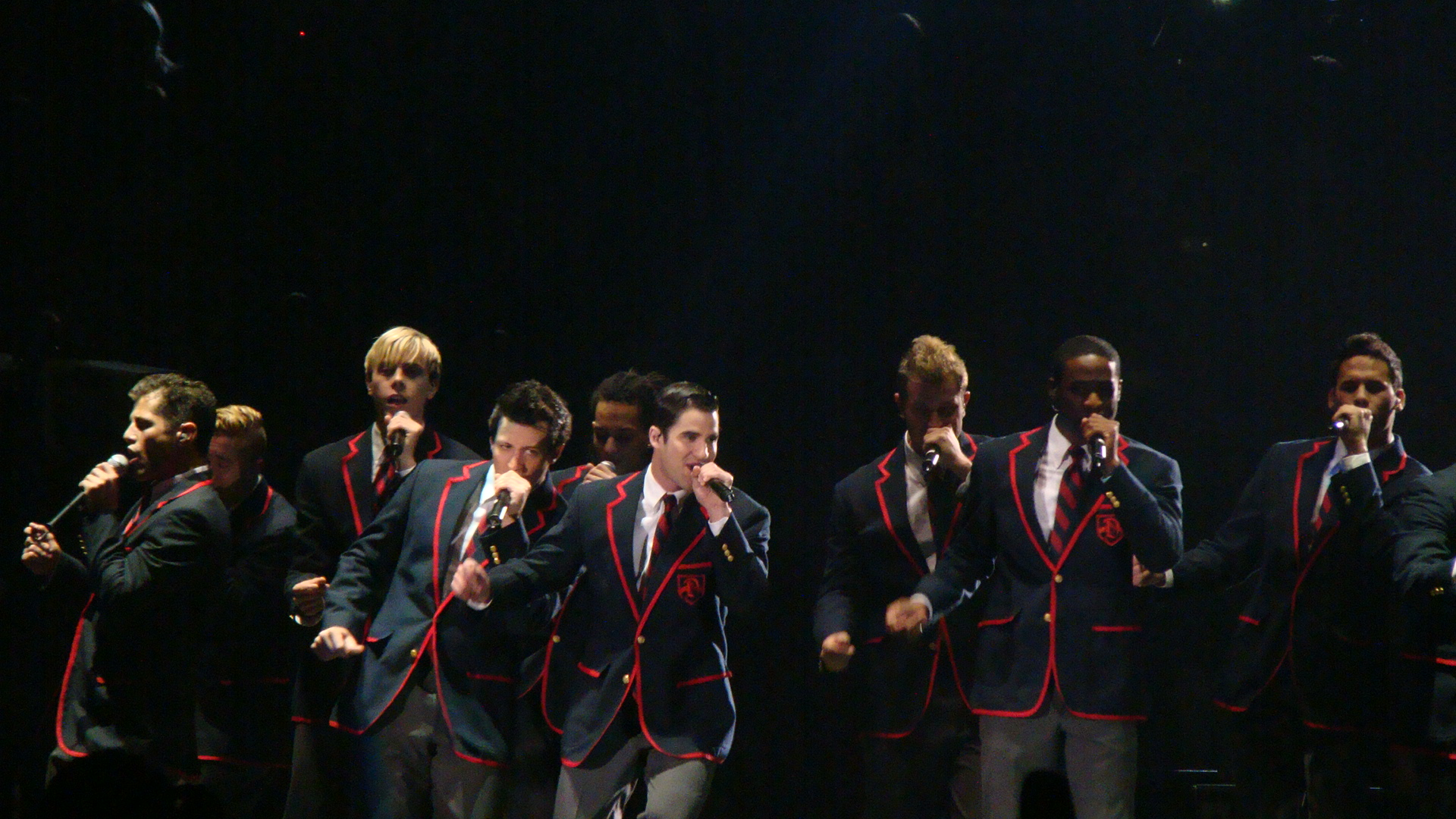
Актёры, сыгравшие участников хора академии Далтон, в образе своих персонажей во время Glee Live! In Concert!

В качестве Блейна Крисс принял участие в записи нескольких композиций, исполненных им в сериале, выпущенных в качестве синглов посредством цифровой дистрибуции. Блейн является лидирующим солистом хора «Соловьи» и потому исполнил все сольные партии с коллегами по хору в качестве бэк-вокалистов. Дебютное выступление хора, кавер-версия композиции «Teenage Dream» певицы Кэти Перри, стало одним из самых успешных за весь сериал. Сингл добрался до восьмой строчки чарта Billboard Hot 100, вошёл сразу в два альбома — Glee: The Music, Volume 4 и Glee: The Music Presents the Warblers — и стал самым продаваемым синглом в США в неделю релиза, с 214 тыс. проданных копий, что стало наивысшим показателем продаж синглов сериала. «Teenage Dream» стал вторым из синглов «Хора», получивших золотую сертификацию. Джулиан Мэйпс из Billboard и Эрика Фаттерман из Rolling Stone назвали «Teenage Dream» лучшей песней как эпизода «Never Been Kissed», так и нескольких последующих. Энтони Бенигно из Daily News поставил кавер-версии высшую оценку «А», назвав её «превосходной» и лучшей, чем оригинал Перри. Сцена исполнения была номинирована в категории «Лучшая сцена с участием геев в телевизионном сериале» и «Лучшее музыкальное видео» по версии ЛГБТ-сайта ''AfterElton.com''. Журнал Billboard отметил, что Крисс, возможно, положил начало тенденции «Хора» по собственной интерпретации современных хитов, в то время как ранее большую часть сериала составляли композиции мюзиклов, кинофильмов или американской классики. В сериале Курт неоднократно отмечал любовь Блейна к композициям из верхушек популярных чартов США.
Последующие музыкальные выступления Блейна стали настолько популярны, что создатели сериала получили возможность выпустить отдельный альбом с песнями хористов академии Далтон — Glee: The Music Presents the Warblers, выход которого состоялся 19 апреля 2011 года. В общей сложности было продано 1,3 млн копий альбома. В эпизоде «Special Education» Блейн спел кавер-версию «Hey, Soul Sister» группы Train; композиция добралась до 32 строчки в канадском чарте. Песни «Bills, Bills, Bills» группы Destiny’s Child и «When I Get You Alone» Робина Тике занимали 44 и 47 места соответственно в чарте Billboard Hot 100. Крисс остался недоволен кавер-версией «Bills, Bills, Bills» и даже пошутил, что готов извиниться перед Бейонсе Ноулз за его исполнение. В серии «Silly Love Songs» Блейн вместе с Куртом и остальными участниками хора исполнил кавер-версию «Silly Love Songs» группы Wings, а четырьмя эпизодами позднее — «Misery» группы Maroon 5, которые достигли 42 и 52 строчки соответственно в чарте США, а версия «Raise Your Glass» певицы Pink добралась до 30 места в Австралии.

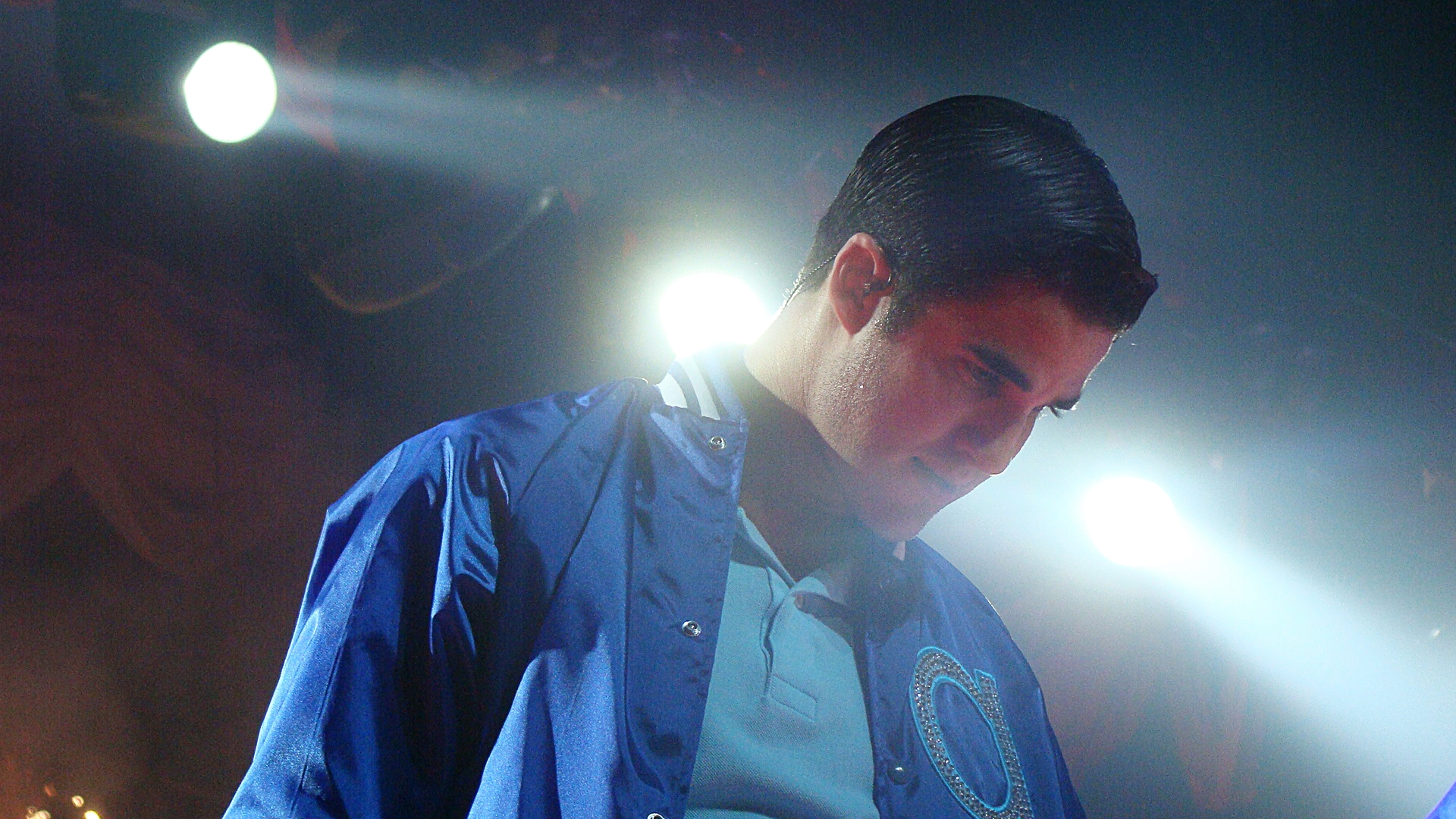
Даррен Крисс во время исполнения композиции «Somebody To Love» в 2011 году. Актёр участвовал почти во всех групповых номерах

Композиция Фрэнка Лессера «Baby, It’s Cold Outside», исполненная в эпизоде «A Very Glee Christmas», стала первым дуэтом Блейна и Курта. Она вошла в альбом Glee: The Music, The Christmas Album и добралась до 53 строчки в канадском чарте . Песня стала самым загружаемым треком альбома, а Крис Колфер описал её как «самая гомосексуальная вещь, когда-либо показанная на телевидении». Мёрфи назвал номер одним из своих любимых, а рецензент сайта ''Zap2it'' Джессика Ронэйн назвала дуэт одной из немногих вещей, спасших рождественский эпизод «Хора». Вторым дуэтом Блейна и Курта стал «Animal» группы Neon Trees, исполненный при поддержке других членов хора, а третьим — «Candles» группы Hey Monday, спетый на региональных соревнованиях в эпизоде «Original Song». Песни добрались до 62 и 71 строчек соответственно в чарте США. В апреле 2011 года Крисс упомянул, что хотя он ещё недостаточно влился в коллектив, чтобы предлагать собственные идеи создателям, Райан Мёрфи оценил его идею спеть «Animal» и вскоре включил её в сценарий. Вместе с Рейчел Берри, роль которой исполняет Лиа Мишель, Блейн спел «Don’t You Want Me» группы The Human League, что Эми Рейтер назвала лучшим номером серии «Blame It on the Alcohol». Кавер-версия вошла в альбом Glee: The Music, Volume 5 и занимала 44 строчку в австралийском чарте. В серии «Born This Way» Блейн спел песню «Somewhere Only We Know» группы Keane в качестве прощания с Куртом; песня добралась до 42 строчки в Billboard Hot 100 и за первую неделю была продана в количестве 75 тыс. цифровых копий.
В течение сериала музыкальные выступления Блейна стали настолько распространены, что создателями была введена сюжетная линия, затрагивающая вопрос единоличного вокального лидерства Блейна в «Соловьях». Курт выразил недовольство тем, что все сольные партии получает Блейн, «и „Соловьям“ пора сменить название на „Блейн Андерсон и птенчики“». Крисс прокомментировал сюжет: «Думаю, Блейн нашёл своё место под солнцем, и пора снова вернуться к старым персонажам, чтобы поклонники, которые его знают и любят, не думали: „Почему Блейн поёт все песни? Это смешно. Я хочу послушать как другие будут делать то же самое“. Я думаю, мы снова сфокусируемся на „Новых горизонтах“ и дадим „Соловьям“ немного отдохнуть».
Первая сольная песня Блейна без поддержки «Соловьёв» — «I’m Not Gonna Teach Your Boyfriend How to Dance with You» группы Black Kids — была исполнена в эпизоде «Prom Queen». Начиная с третьего сезона Блейн является членом хора «Новые горизонты» и спел две сольных композиции: «It’s Not Unusual» Тома Джонса в первом эпизоде и «Something’s Coming» из мюзикла «Вестсайдская история» во втором. Первая занимала 78 место в канадском чарте Canadian Hot 100, а вторая не попала в национальные списки. В четвёртом эпизоде третьего сезона Блейн при поддержке «Новых горизонтов» исполнил песню «Last Friday Night (T.G.I.F.)» Кэти Перри, в видеоклипе на которую Даррен Крисс снялся в 2011 году. В пятом эпизоде, где стартовала постановка «Вестсайдской истории», Блейн уже в роли Тони исполнил две музыкальных партии — «One Hand, One Heart» и «Tonight» вместе с Рейчел Берри, которая получила роль Марии.
Создатели сериала решили нарушить традицию, согласно которой всё актёры самостоятельно исполняют и записывают музыкальные партии для сериала. Приглашённые на роль остальных хористов академии Далтон актёры не участвовали в записи; все партии исполнены реальным а капелла хором «Beelzebubs» из университета Тафтс в Сомервилле, штат Массачусетс. По словам руководителя «Beelzebubs» Эли Сейдмана, создатели сериала рассматривали вариант появления его подопечных в сериале, но перелёт студентов из Массачусетса в Калифорнию оказался слишком затратным. В 2011 году Даррен Крисс вошёл в число актёров, занятых во второй части концертного тура сериала Glee Live! In Concert!, концерты в рамках которого прошли в США, Канаде и Европе. Во время тура все актёры предстают в образах персонажей, сыгранных ими в сериале. В выступлениях хора «Соловьи» приняли участие актёры, игравшие хористов в сериале, однако «живые» версии композиции были исполнены актёрами без помощи хористов «Beelzebubs», но с частичным использованием их фонограмм, в то время как Даррен Крисс исполнял живой вокал. Помимо партий «Соловьёв», Крисс участвовал в нескольких групповых музыкальных номерах с остальными актёрами, например в «Empire State of Mind», Somebody to Love", «Loser Like Me» и некоторых других, несмотря на то, что в сериале Блейн не имеет отношения к исполнению этих кавер-версий.
| Название                                                   | Оригинал                | Эпизод                               | Комментарий         | Примечание |
| ---------------------------------------------------------- | ----------------------- | ------------------------------------ | ------------------- | ---------- |
| «Teenage Dream»                                            | Кэти Перри              | 2.06 «Never Been Kissed»             | Соло в составе хора | [ 83 ]     |
| «Hey, Soul Sister»                                         | Train                   | 2.09 «Special Education»             | Соло в составе хора | [ 84 ]     |
| «Baby, It’s Cold Outside»                                  | Фрэнк Лессер            | 2.10 «A Very Glee Christmas»         | Дуэт                | [ 85 ]     |
| «Bills, Bills, Bills»                                      | Destiny’s Child         | 2.11 «The Sue Sylvester Shuffle»     | Соло в составе хора | [ 86 ]     |
| «When I Get You Alone»                                     | Робин Тике              | 2.12 «Silly Love Songs»              | Соло в составе хора | [ 87 ]     |
| «Silly Love Songs»                                         | Wings                   | 2.12 «Silly Love Songs»              | Соло в составе хора | [ 88 ]     |
| «Don’t You Want Me»                                        | The Human League        | 2.14 «Blame It on the Alcohol»       | Дуэт                | [ 89 ]     |
| «Animal»                                                   | Neon Trees              | 2.15 «Sexy»                          | Дуэт в составе хора | [ 90 ]     |
| «Misery»                                                   | Maroon 5                | 2.16 «Original Song»                 | Соло в составе хора | [ 91 ]     |
| «Candles»                                                  | Hey Monday              | 2.16 «Original Song»                 | Дуэт в составе хора | [ 92 ]     |
| «Raise Your Glass»                                         | Pink                    | 2.16 «Original Song»                 | Соло в составе хора | [ 63 ]     |
| «Somewhere Only We Know»                                   | Keane                   | 2.18 «Born This Way»                 | Соло в составе хора | [ 93 ]     |
| «I’m Not Gonna Teach Your Boyfriend How to Dance with You» | Black Kids              | 2.20 «Prom Queen»                    | Соло                | [ 94 ]     |
| «It’s Not Unusual»                                         | Том Джонс               | 3.01 «The Purple Piano Project»      | Соло                | [ 95 ]     |
| «Something’s Coming»                                       | Вестсайдская история    | 3.02 «I Am Unicorn»                  | Соло                | [ 96 ]     |
| «Last Friday Night (T.G.I.F.)»                             | Кэти Перри              | 3.04 «Pot O’ Gold»                   | Соло                | [ 79 ]     |
| «One Hand, One Heart»                                      | Вестсайдская история    | 3.05 «The First Time»                | Дуэт                | [ 80 ]     |
| «Tonight»                                                  | Вестсайдская история    | 3.05 «The First Time»                | Дуэт                | [ 80 ]     |
| «Perfect»                                                  | Pink                    | 3.07 «I Kissed a Girl»               | Дуэт                | [ 97 ]     |
| «Let It Snow»                                              | Элла Фицджеральд        | 3.09 «Extraordinary Merry Christmas» | Дуэт                | [ 98 ]     |
| «Extraordinary Merry Christmas»                            | оригинальная композиция | 3.09 «Extraordinary Merry Christmas» | Дуэт                | [ 98 ]     |
| «Wanna Be Startin' Somethin'»                              | Майкл Джексон           | 3.11 «Michael»                       | Соло                | [ 99 ]     |
| «Cough Syrup»                                              | Young the Giant         | 3.14 «On My Way»                     | Соло                |            |

* Поскольку Блейн оставался единственным лидирующим солистом «Соловьёв» и исполнял все сольные партии, в список включены все песни, исполненные им в составе хора

## Реакция

### Отзывы критиков
С момента своего появления Блейн получает преимущественно положительные отзывы публики и критиков. Элен Дедженерес похвалила игру Крисса и назвала его одной из восходящих звёзд «Хора». Журнал Entertainment Weekly назвал его одним из актёров-прорывов 2010 года с комментарием, что «Даррену Криссу потребовалось 2 минуты 11 секунд, чтобы включиться в феномен „Хора“». Издание также выразило уверенность, что отношения Блейна с другим открытым геем сериала, Куртом, вне сомнения найдут отклик среди поклонников. В ноябре 2010 года, после дебюта Крисса в шоу, издание называло его «лучшей приглашённой звездой на сегодняшний день», легко вписавшейся в сериал благодаря своему шарму и сильному голосу. Ронейн добавила, что Крисс более удачный выбор создателей, чем Корд Оверстрит, который слабо проявил себя. Помимо положительной оценки музыкального выступления Блейна, несколько критиков негативно отозвались о его знакомстве с Куртом. Лия Энтони Либреско из ''The Huffington Post'' посчитала советы Блейна Курту «сбивающими с толку и опасными», особенно утверждение, что дети, подвергшиеся издевательствам, должны давать отпор обидчикам и, таким образом, подвергать себя ещё большему риску, вместо того, чтобы защищать себя, что выглядит «поразительно контрпродуктивным» ответом создателей на всплеск суицидов среди подростков-геев в начале 2010 года. Тодд ВанДерВерфф из The A.V. Club и Джеймс Понивозик из Time были критически настроены в отношении Блейна и академии Далтон: первый нашёл её толерантность нереалистичной, а второй был разочарован тем, что создатели «Хора» отказались показать типичную школу с недостатками, уменьшив роль издевательств в угоду «практически неземному раю».
Негативных отзывов удостоилась сюжетная линия в эпизоде «Blame It on the Alcohol», где Блейн ставит под сомнение свою сексуальную ориентацию. Эми Рейтер в своей рецензии написала, что Блейн в мгновение растерял всю свою образцовую уверенность в себе. Хотя она называла финальный разговор между ним и Рейчел «забавным», она добавила, что взвинченная речь Блейна в кафе и после вопроса Рейчел о том, что он почувствовал, поцеловав её, нелогично оборвала всю сюжетную линию с внутренними противоречиями Блейна. Тодд ВанДерВерфф The A.V. Club также подверг эпизод негативной оценке, написав, что создатели задали интересный сюжет, но в финале растратили его впустую, найдя наиболее простой выход из потенциально сложного вопроса. Обозреватель сайта AfterElton.com Крисс О’Ганн высказал мнение, что единственным умело показанным аспектом сюжета стала позиция гомосексуала Блейна, рассматривавшего возможность определения себя как бисексуала, а не натурала. По мнению О’Ганна, создатели верно отказались от резкого скачка к гетеросексуальности и предпочли ввести нечто среднее. Однако О’Ганн покритиковал слишком поверхностное, банальное и запутанное изображение хода мыслей Блейна, «который в одно из сцен говорит „может быть, я би“ и уже в следующей жёстко и категорично утверждает „нет, я всё-таки гей“». Роберт Каннинг из IGN дал серии положительную оценку, назвав разговор в кофейне между Куртом и Блейном «потрясающим»; однако, несмотря на его оценку реалистичности сцены, он заметил, что в этой ситуации оба персонажа повели себя как настоящие дети.
Положительно были восприняты и зарождающиеся романтические отношения между Блейном и Куртом. Entertainment Weekly добавил комментарий о новаторском подходе создателей к изображению подростковых гомосексуальных телевизионных пар. Джаред Виселман из New York Post назвал Курта и Блейна одной из «любимых телевизионных пар тысячелетия». Когда намёк на отношения появился в серии «Silly Love Songs», Роберт Каннинг из IGN отметил, что его мнение о Блейне улучшилось, несмотря на то, что он корректно отказал Курту, признавшемуся ему в своей симпатии. Он также оценил серенаду Блейна, спетую Джеремайе в магазине Gap. Резонанса добился эпизод с первым поцелуем персонажей в серии «Original Song». Марк Перигард из ''The Boston Herald'' писал, что сцена была приятной и романтичной, но высказал уверенность, что серия подвергнется нападкам со стороны консервативных критиков, что впоследствии и произошло. Мэнди Берли из Entertainment Weekly оказалась настолько впечатлена сценой, что первоначально высказала обеспокоенность возможностью создателей сделать из этого сон или мечту одного из персонажей, поскольку открытый гомосексуальный поцелуй между подростками-геями на телевидении — явление уникальное. Она также добавила, что отношения героев безусловно окажутся непростыми, и несмотря на взаимные чувства, они будут делать ошибки. Кевин Фэллон из The Atlantic посчитал поцелуй логичным в свете сложившихся событий, а Али Семигран из MTV похвалил обоих актёров за достойно сыгранную непростую сцену.
Хотя некоторые обозреватели, к примеру, Лесли Голберг из The Hollywood Reporter, были рады переходу Блейна в МакКинли в начале третьего сезона и увеличению экранного времени с участием Крисса и Колфера, они назвали это шагом к созависимости героев друг от друга. Эбби Уэст Entertainment Weekly, напротив, нашла это очень романтичным, назвав пару Курт-Блейн с их «зарождающейся любовью» своей любимой парой сериала. Она также добавила, что Блейн контрастирует с остальными членами «Новых горизонтов» своими вокальными партиями и чувством стиля. На вопрос об общественной реакции на его персонажа Крисс заявил, что наиболее ценит комментарии людей, которые большую часть жизни не поддерживали любое отклонение от общепринятых норма и не были подвержены каким-либо идеологиям, но поменяли своё мнение относительно прав человека и критериев нормальности, взглянув на пару Курта и Блейна.
На концерте в Дублине, Ирландия, в начале июля 2011 года, в промежутке, когда большая часть актёрского состава отдыхала, а на сцене беседовали несколько актёров в образах своих персонажей, Ная Ривера, играющая в сериале лесбиянку Сантану, поцеловала свой объект обожания Бриттани, которую играет Хизер Моррис. Когда те покинули сцену, Крис Колфер в образе Курта признавался в любви Блейну, после чего Крисс поцеловал Колфера на сцене. Позже стало известно, что сцена между Риверой и Моррис была запланирована, в то время как Крисс действовал экспромтом. Инцидент обсуждался в СМИ и был окритикован несколькими изданиями, посчитавшими недопустимым выносить события сериала за рамки экранного формата.

#### Критика со стороны сторонников религии

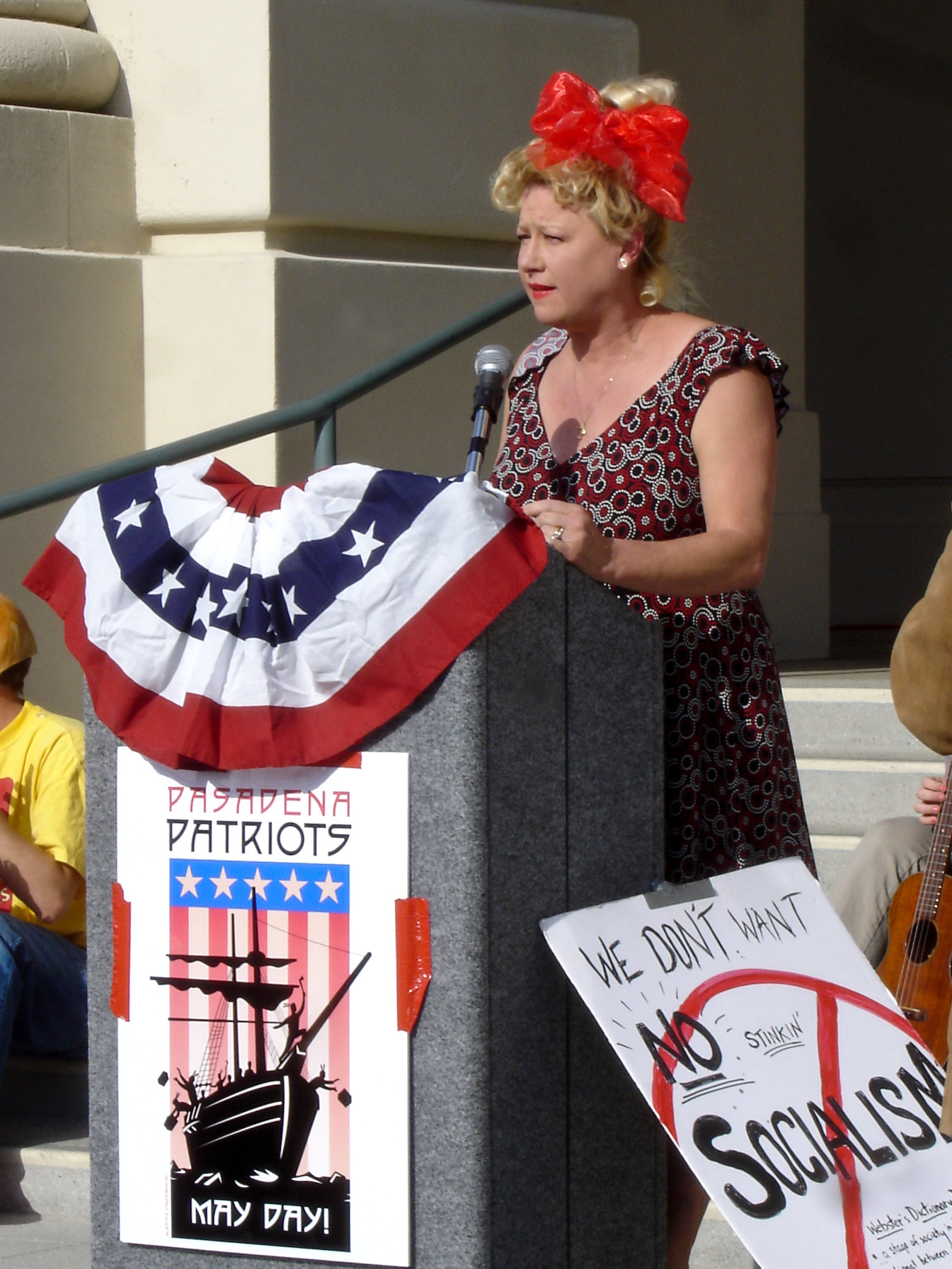
Виктория Джексон подвергла резкой критике эпизод с поцелуем, а после обвинения в гомофобии предложила заменить «Хор» в эфирной сетке телепрограммой пропаганды целомудрия

Персонаж Блейна непосредственно связан с критическими отзывами о сериале религиозных и консервативных организаций США, которые в первую очередь отмечают слишком открытую демонстрацию гомосексуальных отношений между персонажами шоу. К примеру, в серии появилась «Born This Way» приняла участие американская актриса и защитница прав ЛГБТ Кэти Гриффин, появившись в образе политика «типажа Сары Пэйлин» и участницы Чайной партии, Виктория Джексон, бывшая участница шоу Saturday Night Live и активный деятель консервативного Движения чаепития, высказала свою реакцию в колонке издания WorldNetDaily: «Вы видели серию „Хора“ на этой неделе? Тошнотворно! <...> И кроме того, проталкивая свои гей-вещи в наши глотки, они снова насмехаются над христианами. Интересно, что у них на очереди? Эй, продюсеры „Хора“, что у вас на повестке дня? Никому не нужная толерантность?», — тем самым отметив негативную реакцию на сериал религиозного сообщества. В дебаты о серии включились американский ЛГБТ-активист Рэй Хилл и член Американской семейной ассоциации (англ. American Family Association) Брайан Фишер. Фишер высказался следующим образом:
То, что эти телепрограммы делают, так это идеализируют гомосексуальность, что несёт огромные психологические и физические риски для всех, кто имеет к ней отношение. Это не просто образ жизни. Это не то поведение, что должно быть приукрашено и выставлено в «идеалистическом» свете.
Хилл высказал собственную точку зрения, сделав упор на всё более и более прогрессивный взгляд США на политику прав гомосексуальности, что «Хор» и Райан Мёрфи стараются поощрять персонажей быть честными в вопросах своей сексуальности. Пример этому является диалог между Блейном и Куртом в эпизоде «Blame It on the Alcohol», где Курт объяснял Блейну, что не верит в бисексуальность, называя её способом сокрытия своей ориентации для гомосексуалов. Фишер добавил, что в свете последних сюжетных линий семь часов вечера — слишком рано для трансляции подобного рода контента. После выхода телепрограммы с участием Фишера и Хилла, Альянс геев и лесбиянок против диффамации потребовал от Fox извинения за выставление персонажей-геев в нелицеприятном свете, на что телеканал никак не отреагировал. Чак Колсон, американский христианский священник, бывший советник президента Никсона и основатель программы Prison Fellowship для реабилитации бывших заключённых, встал на защиту Райана Мёрфи и его видения однополых отношений, отметив, что сущность людей не диктует биология и каждый вправе самостоятельно определять себя. Несмотря на то, что по итогам второго сезона в сериале оказалось больше ЛГБТ-персонажей, чем в любом другом шоу, транслируемом на центральном телеканале, создатели неоднократно отмечали, что не преследуют пропагандистских целей.
Негативная реакция сопровождала и эпизод «The First Time», премьера которого состоялась 8 ноября 2011 года. Крисс и Колфер отмечали, что трансляция эпизода в эфирной сетке может быть перенесёна на час позже из-за чересчур спорного содержания: отношениям Блейна и Курта, в том числе сексуальным, было уделено значительное количество времени, и по сюжету оба персонажа посещают гей-бар. Однако, согласно рекламному ролику серии и пресс-релизу телеканала Fox, время трансляции изменено не было. Брайан Фишер заявил, что эпизод крайне неуважителен по отношению к верующим телезрителям, а также поощряет девиантную сексуальность.

### Награды и номинации
После своего появления в «Хоре» Крисс стал обладателем премии Dorian Awards в номинации «Восходящая звезда», вручаемой Гей Лесби Ассоциацией кинокритиков, а в 2010 году получил премию Teen Choice Award в категории «Choice TV: Прорыв года». Пара Блейна и Курта была названа лучшей телевизионной парой 2010 года по версии сайта AfterElton.com Музыкальный номер «Teenage Dream» был номинирован в двух категориях — «Лучшая телевизионная сцена с участием геев» и «Лучшее музыкальное видео» — на вручении наград AfterElton.com Visibility Awards в 2010 году.